# فيني باز (ملاكم)
فيني باز  (بالإنجليزية: Vinny Paz)‏( فينتشنزو إدوارد بازينزا; مواليد 16 ديسمبر 1962) هو ملاكم محترف أمريكي وبطل العالم بكل من الوزن الخفيف، المتوسط الخفيف والسوبر المتوسط.

## حياته
والدته هي لويس بازينزا (1927 - 2002 ) من مدينة كرانستون في ولاية رود آيلاند أصغر الولايات الأمريكية مساحةً

## مشواره المهني
بدأ فيني مشواره في الثمانينات بفوزه على عدد من الملاكمين من أمثال: ملفين بول، جو فرايزر جونيور وهاري أرويو.
حصل على أول لقب دولي خلال بطولة الاتحاد الدولي للملاكمة عام 1987 بعد أن فاز على جريج هوجن ليصبح بطل العالم لملاكمة الوزن الخفيف ليتقابل اللاعبان لاحقاً مرتين الثانية بعد الأولى فوراً أعاد هوجن اللقب والثالثة عام 1990 حينها تغلب باز على هوجن.

## اتهامات جنائية
ألقي القبض على باز بعدة تهم بما في ذلك الجرائم المتعلقة بالكحول، والعنف المنزلي، شيكات بدون رصيد، والسلوك غير المنضبط.

## روابط خارجية
- فيني باز على موقع IMDb (الإنجليزية)
- فيني باز على موقع كينوبويسك (الروسية)
- فيني باز على موقع بوكس ريك (الإنجليزية) (registration required)